# Margaret Versteden-van Duijn
Margaret Versteden-van Duijn (Alexandra (Australië), 24 maart 1976) is een Australisch-Nederlandse topfunctionaris en sinds november 2021 CEO van de Nederlandse webwinkel bol. 

## Biografie
Versteden werd geboren in Alexandra, in de Australische staat Victoria, als kleindochter van Nederlandse emigranten die na de Tweede Wereldoorlog naar Australië verhuisden. Ze groeide op in Nambrok, ongeveer 197 kilometer ten oosten van Melbourne, op een boerderij. Versteden behaalde haar bachelor in Business Systems (informatica) aan de Monash-universiteit en haar MBA aan INSEAD.

### Carrière
In 1996 startte Versteden haar carrière als consultant voor de Boston Consulting Group, waarvoor ze in 2000 emigreerde naar Nederland. In 2004 verliet ze BCG voor Nike, waar ze tot 2011 verschillende functies vervulde. Versteden keerde dat jaar terug in de consultancy als partner bij Bain & Company. In 2015 maakte ze de overstap naar bol (toen bol.com) waar ze achtereenvolgend marketingdirecteur, commercieel directeur en platformdirecteur was totdat ze in november 2021 eindverantwoordelijk werd voor de Nederlandse webwinkel.
Versteden is sinds 2019 commissaris bij het Zwitserse voedingsmiddelenconcern Hero Group.
In april 2025 werd ze aangekondigd als beoogd opvolger van Marit Van Egmond als eindverantwoordelijke voor Albert Heijn, Gall & Gall en Etos per 1 september 2025.

### Privéleven
Versteden is getrouwd en heeft een samengesteld gezin met vijf kinderen.